# Ballon d’Or féminin
Der Ballon d’Or féminin (deutsch Ballon d’Or der Frauen bzw. Goldener Ball der Frauen) ist eine Auszeichnung der französischen Fußball-Fachzeitschrift France Football, mit der seit 2018 die „Weltfußballerin des Jahres“ ausgezeichnet wird. Die Auszeichnung wird gemeinsam mit dem Ballon d’Or – dem Pendant für die Männer –, der Jaschin-Trophäe, Kopa-Trophäe und Gerd-Müller-Trophäe verliehen und ist neben der FIFA-Weltfußballerin des Jahres die zweite Ehrung ihrer Art. Bei den ersten drei Vergaben richtete sich der Bewertungszeitraum nach dem abgelaufenen Kalenderjahr, seit 2022 ist die vorherige europäische Saison maßgeblich.

## Geschichte
Die französische Fachzeitschrift France Football vergibt bei den Männern seit 1956 den Ballon d’Or. Dieser war bis einschließlich 2006 als „Europas Fußballer des Jahres“ zu verstehen und ehrt seit 2007 den „Weltfußballer des Jahres“.
Bei den Frauen zeichnet die FIFA seit 2001 die FIFA-Weltfußballerin des Jahres aus. Zwischen 2010 und 2015 nahmen France Football und die FIFA diese Wahl – wie bei den Männern – mit dem FIFA Ballon d’Or gemeinsam vor. Nachdem sich die Wege ab 2016 getrennt hatten, rief France Football 2018 den Ballon d’Or féminin für die „Weltfußballerin des Jahres“ ins Leben. Die Gewinnerinnen des FIFA Ballon d’Or werden nicht in der Liste des Ballon d’Or féminin geführt.
2020 wurden die Preise von France Football aufgrund der COVID-19-Pandemie, die zu Saisonunterbrechungen und -abbrüchen führte, nicht vergeben. Nach Kritik an der Vergabe des Ballon d’Or 2021 der Männer wurde der Vergabemodus geändert: Der maßgebliche Zeitraum ist seit dem Ballon d’Or 2022 nicht mehr das Kalenderjahr, sondern eine übliche europäische Fußballsaison, sodass die Gewinnerin im Oktober gekürt wird. Die Gesamtkarriere der Spielerinnen wird bei der Wahl nicht mehr berücksichtigt; relevant sind die individuelle Leistungen der Nominierten, das Abschneiden ihrer Mannschaften sowie ihr Talent und Sportsgeist.

## Wahl
Die Redaktion von France Football erstellt eine Liste von 15 Spielerinnen, die zur Wahl stehen. Wahlberechtigt waren bis 2021 aus jedem Land je ein Fachjournalist aus dem Bereich Frauenfußball. Seit 2022 ist je ein Journalist pro Land aus der Top 50 der FIFA-Weltrangliste der Frauen wahlberechtigt. Diese geben fünf Spielerinnen eine Punktzahl von 6, 4, 3, 2 oder 1. Die Gewinnerin ist die Spielerin mit den meisten Punkten; bei einem Gleichstand gewinnt diejenige, die häufiger auf den 1. Platz gesetzt wurde.
Seit 2024 vergeben die Journalisten an zehn Spielerinnen eine Punktzahl von 15, 12, 10, 8, 7, 5, 4, 3, 2 und 1.

## Gewinnerinnen

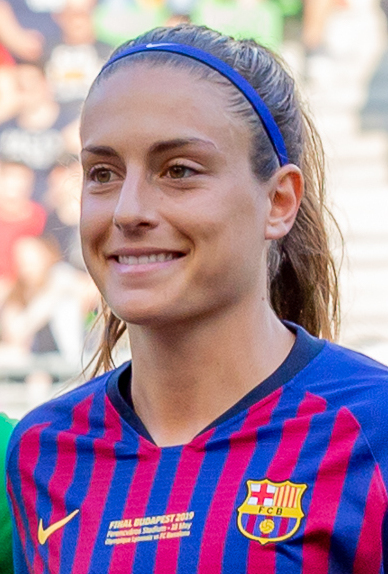
Zweimalige Gewinnerin Alexia Putellas (2019)

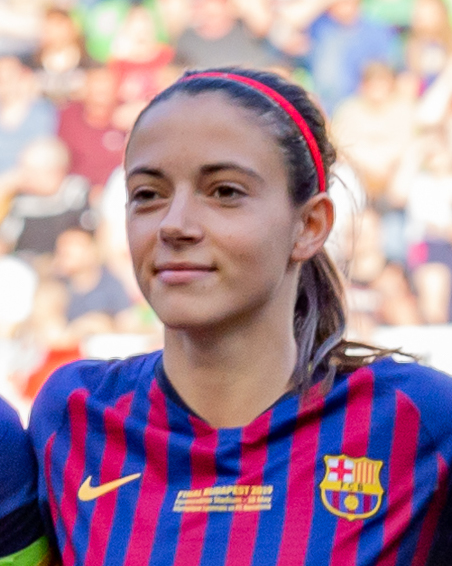
Zweimalige Gewinnerin Aitana Bonmatí (2019)

- Alter: Alter der Gewinnerin am Tag der Verleihung
- Verein: Verein, für den die ausgezeichnete Spielerin im Bewertungszeitraum (bis 2021: Kalenderjahr, seit 2022: vorherige europäische Saison) aktiv war
- Zweite und Dritte: Spielerinnen, die auf den nächsten beiden Rängen folgten
- Grün markierte Spielerinnen wurden im selben Jahr als FIFA-Weltfußballerin des Jahres ausgezeichnet

| Jahr | Name                | Land               | Alter          | Verein           | Zweite                 | Dritte             |
| ---- | ------------------- | ------------------ | -------------- | ---------------- | ---------------------- | ------------------ |
| 2018 | Ada Hegerberg       | Norwegen           | 23             | Olympique Lyon   | Pernille Harder        | Dzsenifer Marozsán |
| 2019 | Megan Rapinoe       | Vereinigte Staaten | 34             | Reign FC         | Lucy Bronze            | Alex Morgan        |
| 2020 | nicht vergeben      | nicht vergeben     | nicht vergeben | nicht vergeben   | nicht vergeben         | nicht vergeben     |
| 2021 | Alexia Putellas     | Spanien            | 27             | FC Barcelona     | Jennifer Hermoso       | Sam Kerr           |
| 2022 | Alexia Putellas (2) | Spanien (2)        | 28             | FC Barcelona (2) | Beth Mead              | Sam Kerr           |
| 2023 | Aitana Bonmatí      | Spanien (3)        | 25             | FC Barcelona (3) | Sam Kerr               | Salma Paralluelo   |
| 2024 | Aitana Bonmatí (2)  | Spanien (4)        | 26             | FC Barcelona (4) | Caroline Graham Hansen | Salma Paralluelo   |

## Ranglisten

### Spielerinnen
| Anzahl | Spielerin       | Jahre      |
| ------ | --------------- | ---------- |
| 2      | Aitana Bonmatí  | 2023, 2024 |
| 2      | Alexia Putellas | 2021, 2022 |

### Vereine
| Anzahl | Verein       | Jahre                  | Spielerinnen |
| ------ | ------------ | ---------------------- | ------------ |
| 4      | FC Barcelona | 2021, 2022, 2023, 2024 | 2            |

### Ligen
| Anzahl | Liga             | Jahre                  | Spielerinnen |
| ------ | ---------------- | ---------------------- | ------------ |
| 4      | Primera División | 2021, 2022, 2023, 2024 | 2            |

### Nationalität
| Anzahl | Land    | Jahre                  | Spielerinnen |
| ------ | ------- | ---------------------- | ------------ |
| 4      | Spanien | 2021, 2022, 2023, 2024 | 2            |